# Paulino Gómez Sáiz
Paulino Gómez Sáiz (Miranda de Ebro, província de Burgos, 1889 - Bogotá, 1977) va ser un polític espanyol membre del Partit Socialista Obrer Espanyol, ministre de la Segona República i responsable de l'ordre públic a Catalunya i després en tota la zona republicana durant la Guerra Civil espanyola.

## Biografia
Als dos anys la seva família es trasllada a Bilbao on es va casar amb Judit Basterra Nanclares. Va ser president de les Joventuts Socialistes a Biscaia i des de 1917 membre de l'Agrupació Socialista de Bilbao. Va ser detingut com a impulsor de la vaga revolucionària d'octubre de 1934 a Biscaia.
Conseller de Defensa de la Junta de Defensa de Biscaia al juliol de 1936, mobilitza els primers batallons que intervenen en la Guerra Civil espanyola al País Basc. El juny de 1937 fou nomenat Delegat d'Ordre Públic a Catalunya, sustituïnt José Echevarría Novoa, qui havia estat governador civil de Biscaia en juliol de 1936. Va ser director general de Seguretat i Ministre de Governació en el gabinet de Negrín, mantenint aquest lloc fins al final de la guerra. El 3 de març de 1939 el president Juan Negrín va manar a Paulino Gómez a Cartagena per informar als comandaments militars i navals que la resistència encara era possible i en aquesta lògica calia designar Francisco Galán Rodríguez com a cap de la Base naval de Cartagena. Els arguments de Gómez van ser rebutjats, fins i tot pel cap de l'Armada republicana, el capità de corbeta Miguel Buiza. Després de produir-se el cop d'estat de Casado, el matí del 6 de març es va veure obligat a sortir rumb a l'exili al costat de Negrín i altres dirigents republicans.
En finalitzar la guerra va poder embarcar-se a Marsella gràcies a l'ajuda del cònsol colombià qui el va fer passar com un dels seus funcionaris. Exiliat a Colòmbia, és pare de l'arquitecte resident a Bogotà, Paulino Gómez Basterra. Durant el seu exili colombià crea una fàbrica de sabó i unes altres de peix congelat.
El 6 de juny de 1943 els prietistes trencaren relacions amb el Govern Basc a l'exili, i Paulino testimonia alineat amb l'Executiva.